# معابد وادي البقاع

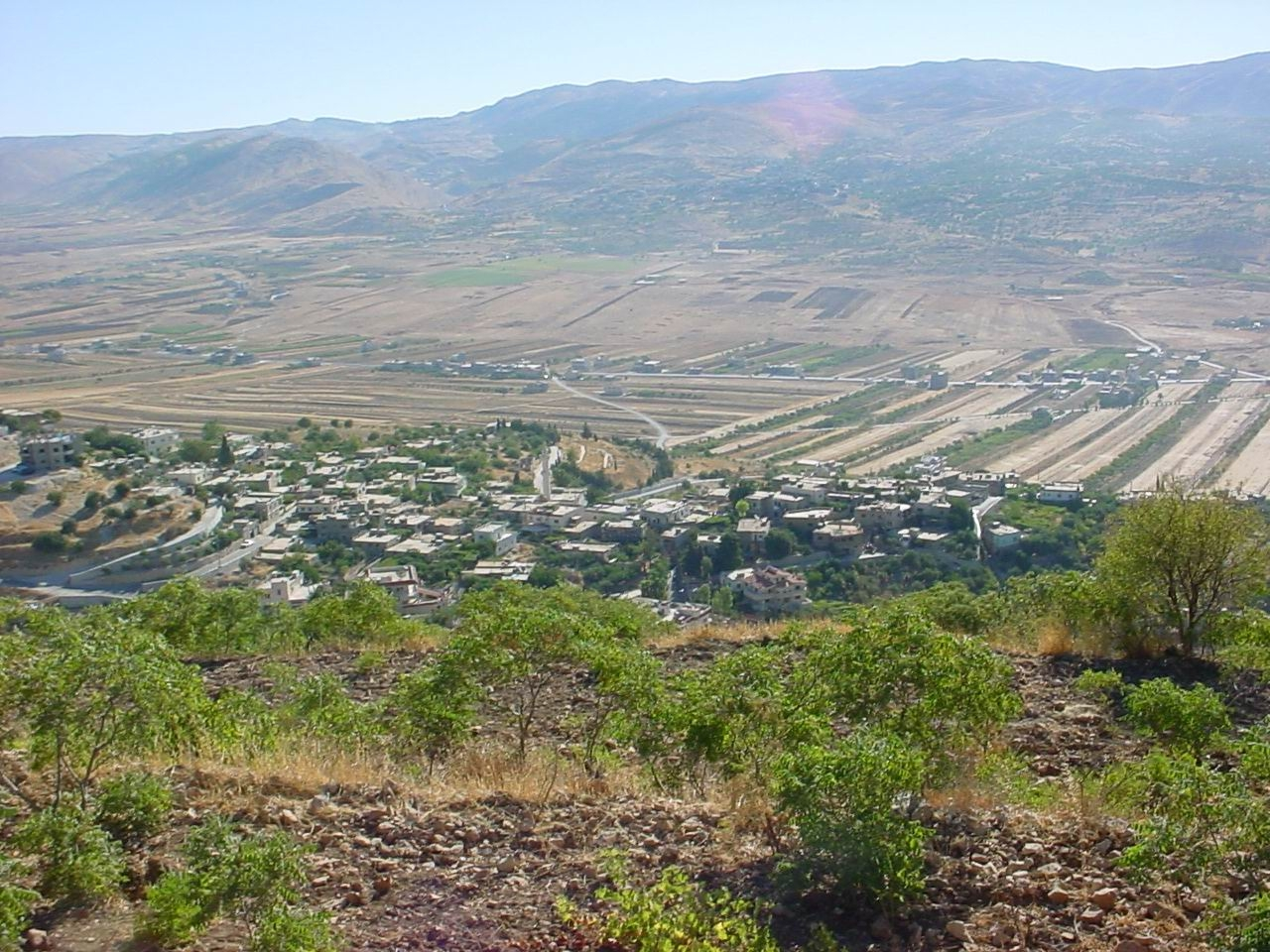
المنظر عبر وادي البقاع، لبنان

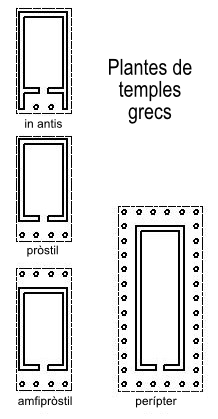
تخطيط المعابد

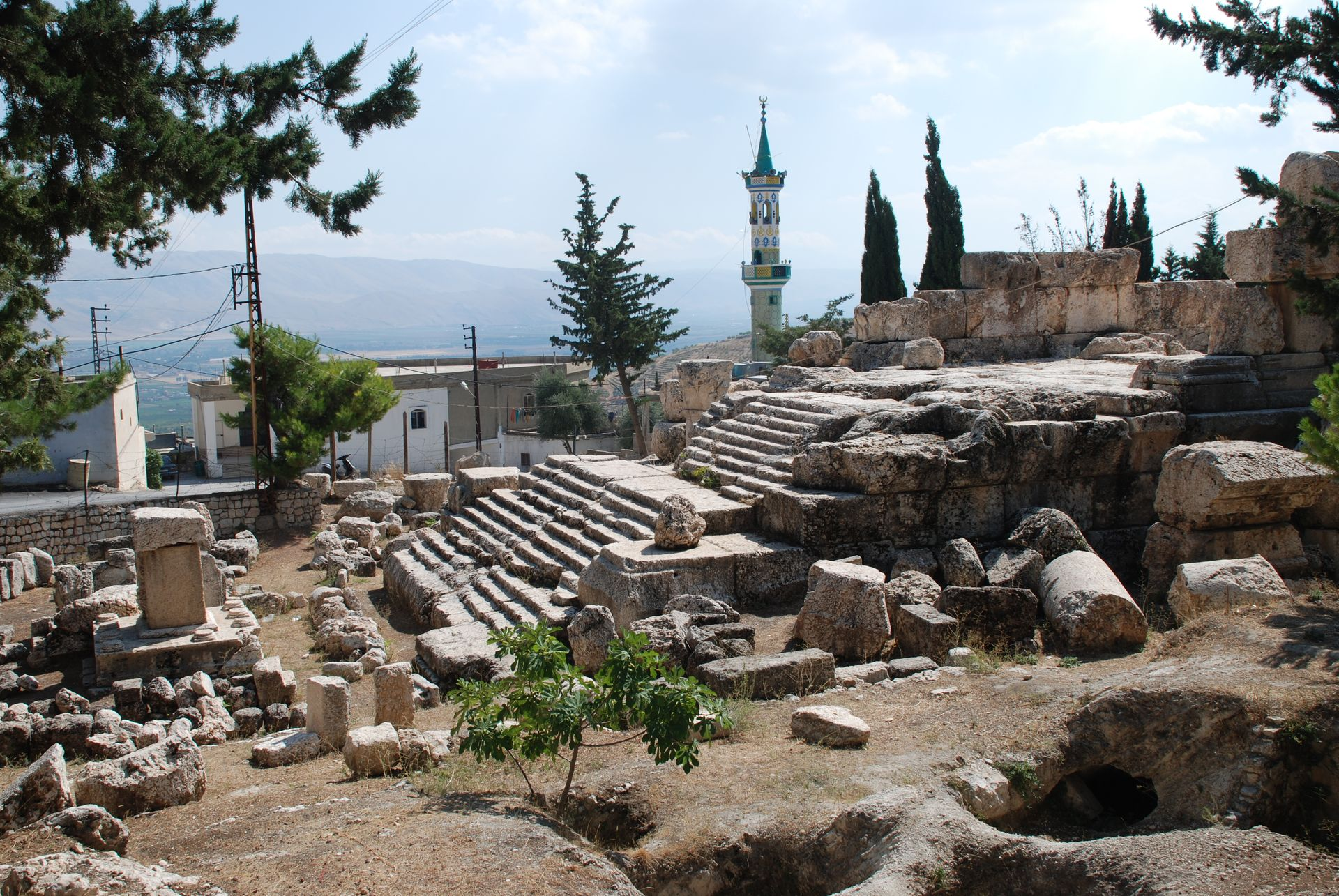
المعبد الروماني في قصرنبا، بالقرب من زحلة، لبنان

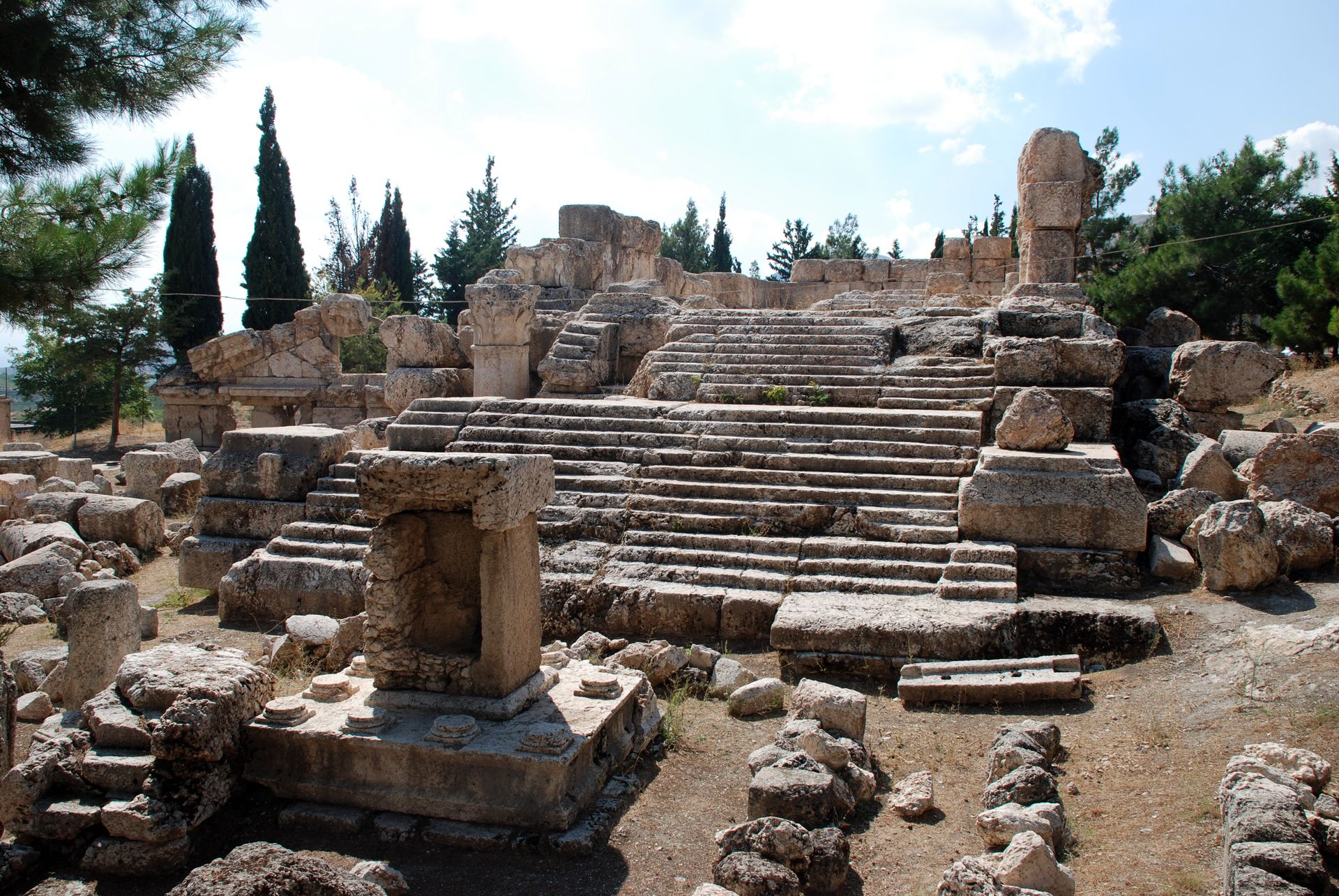
المعبد الروماني في قصرنبا

تضُم معابد وادي البقاع عدداً من الأضرحة والمعابد الرومانية المنتشرة حول وادي البقاع في لبنان.

## الدراسات الإستقصائية
بدأ توثيق معابد منطقة وادي البقاع في القرن التاسع عشر، بدراسات أجراها كلا من إدوارد روبنسون والسير تشارلز وارن في 1852. ودرس كلاً من بول كولارت وبيير كوبل المعابد الأكثر شهرة مثل فينوس وباخوس وجوبيتر في بعلبك دراسة دقيقة. كما وثقّ أيضاً دانيال كرينكر وويلي شيتزشمان عشرة مواقع مقدسة عام 1938. ونشر موريس تالون دليلاً للمعابد في 1967 يتضمن تفاصيل عن طرق الوصول إليهم. وقدم جورج ف. تايلور دليلاً مصوراً في أواخر الستينيات بينما قدم شمعون دار دليلاً آخر يحوي معلومات أكثر حداثة عام 1993 ونُشرت مسوحات عن النقوش في 2002 و2003.
كان السلوقيون قد احتلوا المنطقة بعد عام 200 قبل الميلاد وذلك بعد فترة قصيرة من توسيع اليطوريون لإمارة لهم فيها ظلت حتى سقوط خالكيذا وعندها انتقلت المنطقة إلى ملوك الهيروديانيين أغريباس الأول وأغريباس الثاني. وبعد نهاية القرن الأول الميلادي أصبحت مدن دمشق وصيدا وبانياس تسيطر على الأقليم بشكل مشترك. ويعتقد أن المنطقة كانت مأهولة بشكل مستمر حتى القرن الثالث الميلادي. وعلى الرغم من أن المواقع ربما تكون قد بُنيّت على طبقات معمارية سابقة، إلا أن تصميم المعابد الحالية يعتبر في الغالب من التصميم الروماني وقد هُجرْت هذه المعابد بشكل كبير بعد القرن الرابع الميلادي خلال العصر البيزنطي.
كانت المعابد مرتبطة في الغالب بالمواقع المهنية القديمة. وقد تجادل كلاً من أوليفييه كالوت وبيير لويس جاتييه حول أن ربما من الخطأ تشبيه العديد من مواقع المعابد كمقابر أثرية مثل الضريح الروماني في صيدنايا الذي عُثر عليه في لبنان. اعتقد تايلور أن العمارة الدينية كانت من مسؤولية «إشراف رئيس بُناة واحد» لكنه لم يستطع الإجابة عن السؤال حول سبب تركز العديد من الأضرحة في المنطقة. أوضحّ هنري سيريج، بعد مراجعته دراسة كرينكر وشيتزشمان «المعابد الرومانية في سورية» (Romische Tempel in Syrien)، أن «الدليل على حدوث تغيير اجتماعي واقتصادي هام هو الأجدر بأن يكون يوماً ما محوراً للدراسة». ومع الأسف لا يزال هناك نقص في دراسة شاملة في تاريخ وحضارة هذه المباني والمواقع القديمة وهندستها المعمارية، أو حتى العقيدة الدينية للأشخاص الذين سكنوها.

## أنواع المعبد
أسفرت دراسة نمطية المعابد إلى تقسيمها عامة إلى أنواع من أنتاي أو بروستيلوس أو بيرابتيروس. كانت معابد الأنتاي تحتوي على جدران جانبية تمتد لتُشكل رواق في المقدمة أو في الخلفية (أو كلاهما) وتنتهي في شكل أعمدة بارزة تُسمى أنتاي (Antae). أما إذا وضعت الأعمدة قبل الجدران أو أعمدة الأنتاي، فعندها يُطلق على المعبد اسم بروستيلوس (Prostylos) وإذا أحاطت الأعمدة بالمعبد، يُسمى بيرابتيروس (Peripteral). ويُعتقد أن هذا النوع من الأشكال الأكثر كمالاً من هذه المعابد ويُعد معبد باخوس في بعلبك من أفضل المعابد من هذا النوع مازال محتفظاً بتصميمه.

## طقوس العبادة
يرى إدوارد روبنسون أن طقوس العبادة لم تكن تجري داخل المعابد، بل خارجها. كان المعبد تحت هيمنة الكهنة حيث يجرى تقديس صنماً للعبادة. كان المصلون يتجمعون حول المعبد في فترات الطقوس، وبما أنه لم يكن هناك حاجة للتقسيمات بداخله، مثل ممرات الكنائس الحديثة. فإن أصنام المعبودات كانت غالباً مصطفة بمحاذاة المعابد نفسها، بحيث تتعامد عليها الشمس في أوقات معينة من اليوم والسنة. كان جورج إف. تايلور يرى أن هناك قرابين كانت تُقدم عندما تتعامد الشمس على مناطق معينة في المعبد. مُقترحاً أنه ربما كان «وزيراً للأشغال» مسؤولاً عن الهندسة المدنية المحلية في العصور الرومانية القديمة.

## مجموعات المعبد
قسم جورج إف. تايلور معابد لبنان إلى ثلاث مجموعات، واحدة تغطي وادي البقاع شمال الطريق من بيروت إلى دمشق. ومجموعة ثانية في الجنوب، تشمل وادي التيم المعروف باسم معابد جبل حرمون. أما المجموعة الثالثة فتقع في المنطقة الواقعة غرب خط رُسمّ على طول حافة جبل لبنان، وتشمل مقام الرب، السفيرة، قصر ناعوس، أميون، بزيزا، البترون، إده، المشنقة، يانوح، أفقا، قلعة فقرا، القلعة، صربا جونيه، عينطورة، دير القلعة وشحيم والسهول الساحلية في بيروت وجبيل وصيدا وطرابلس ولبنان وصور. بينما ضمت معابد وادي البقاع في المجموعة الأولى لتقسيم تايلور؛ اللبوه، اليمونه، قصر البنات، إيعات، نحله، بعلبك، حدث، قصرنبا، تمنين الفوقا، النبي حام، سرعين الفوقا، نيحا، حصن نيحا، فرزل وكفر زبد.

## معرض صور نيحا

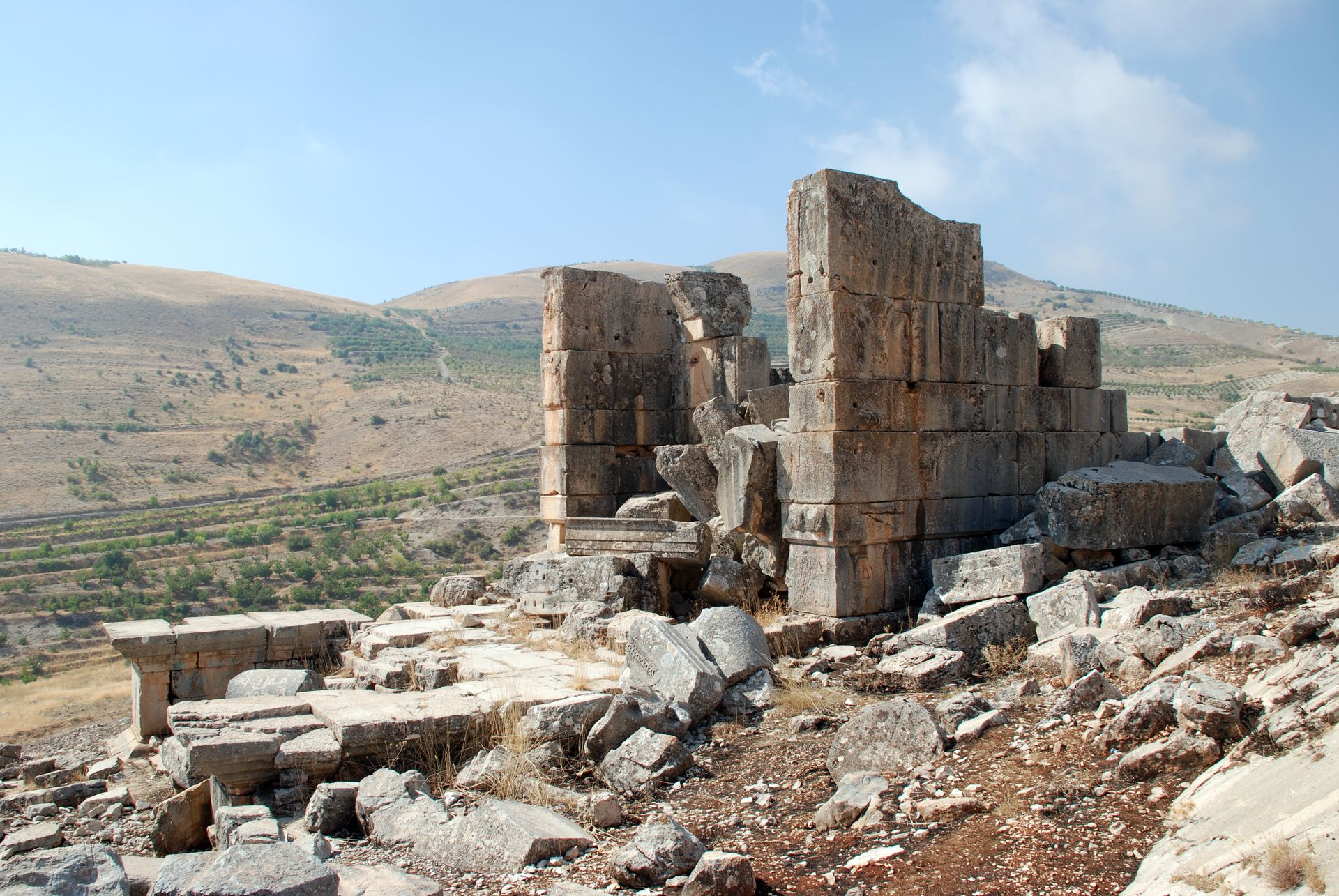
المعبد الروماني في حصن نيحا، لبنان
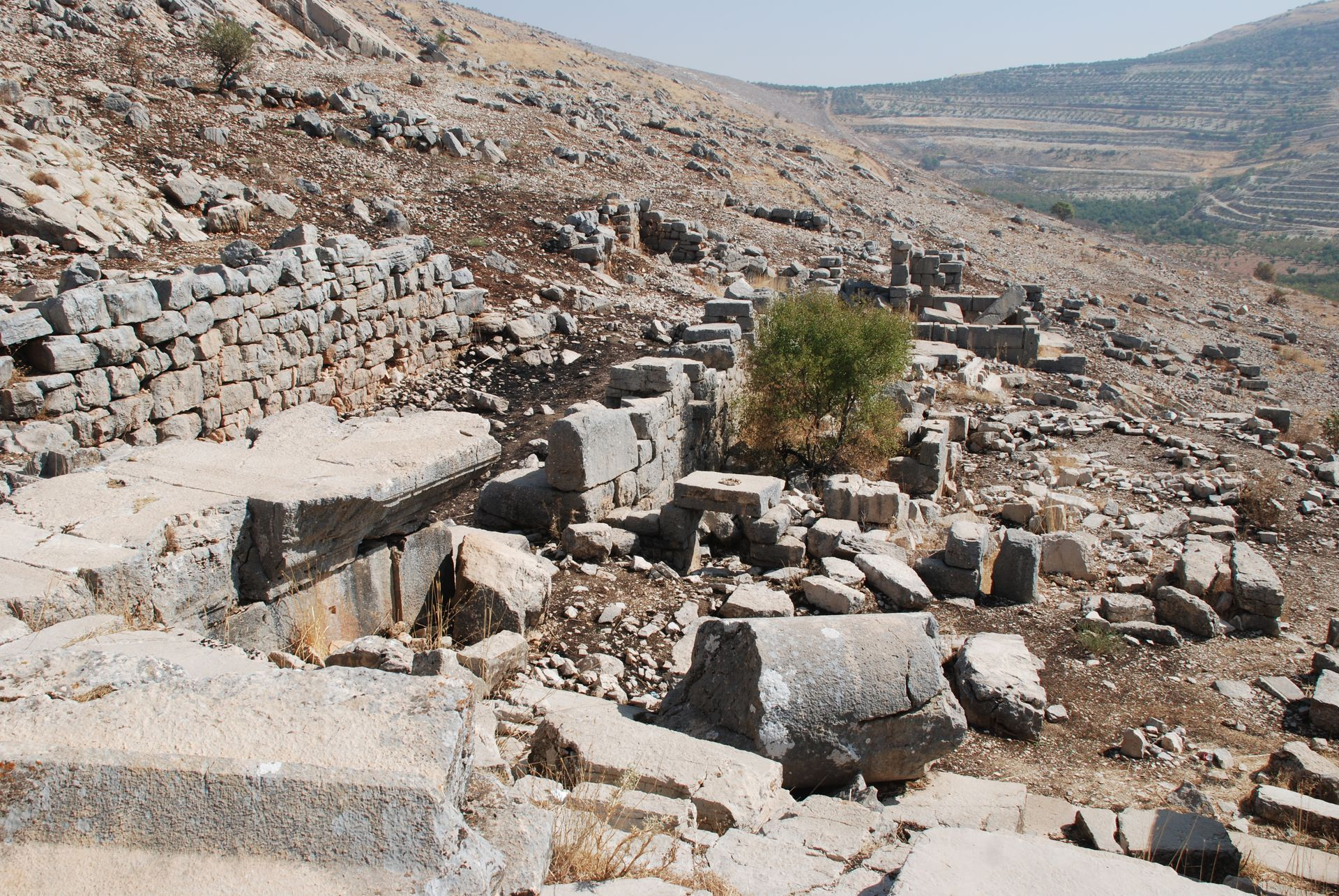
المعبد الروماني في حصن نيحا، لبنان
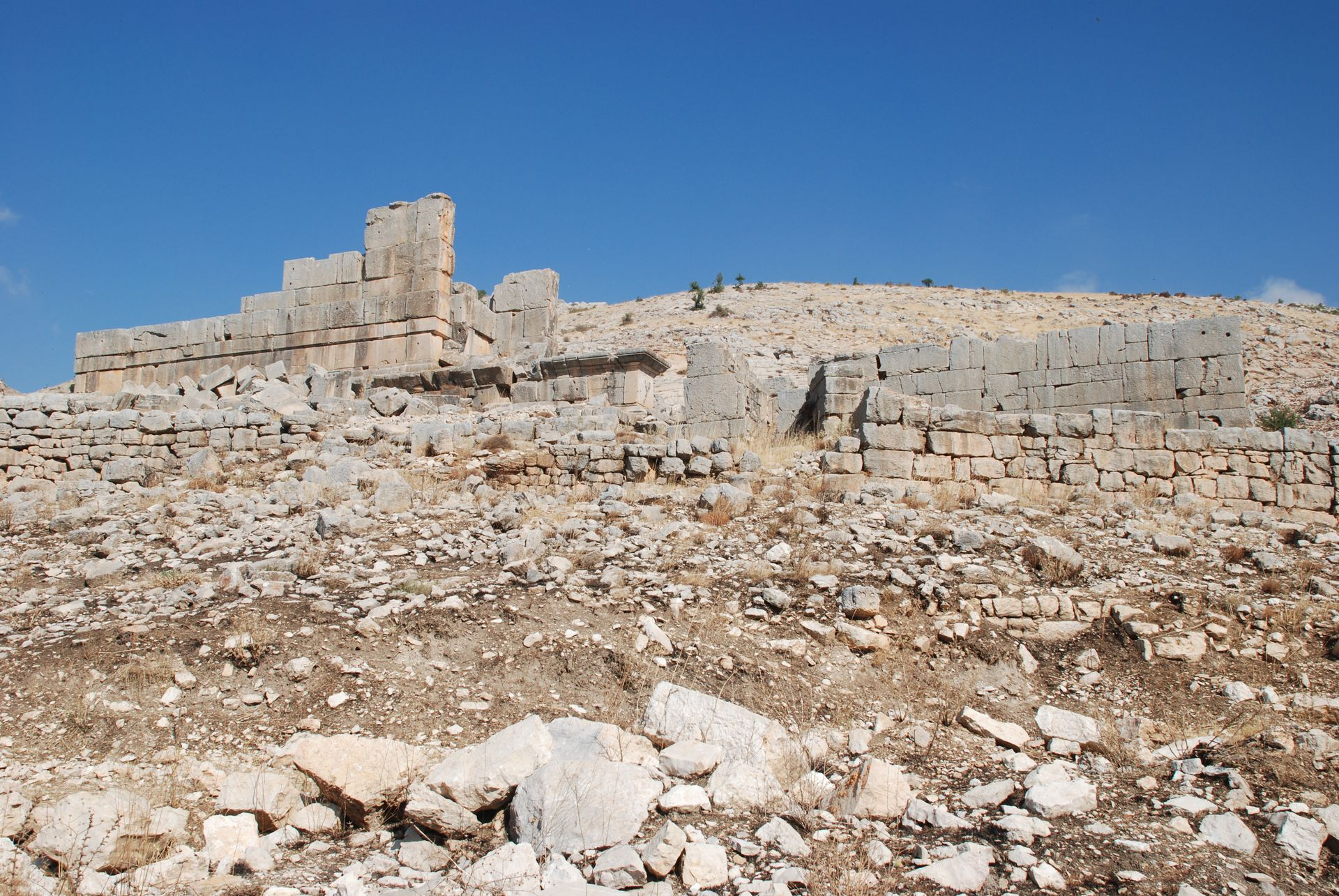
المعبد الروماني في حصن نيحا، لبنان
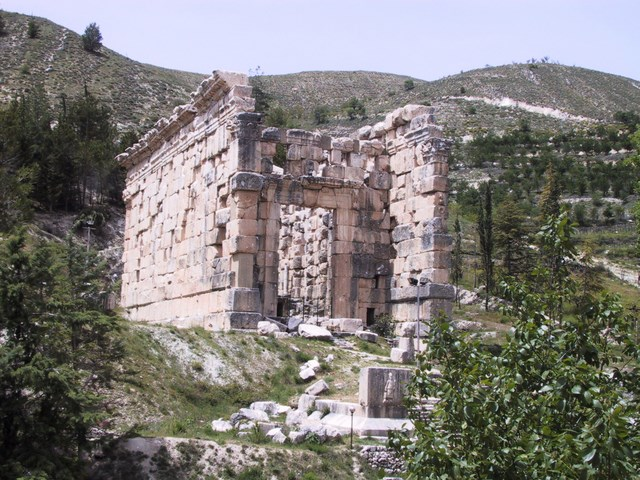
المعبد الروماني في نيحا، لبنان
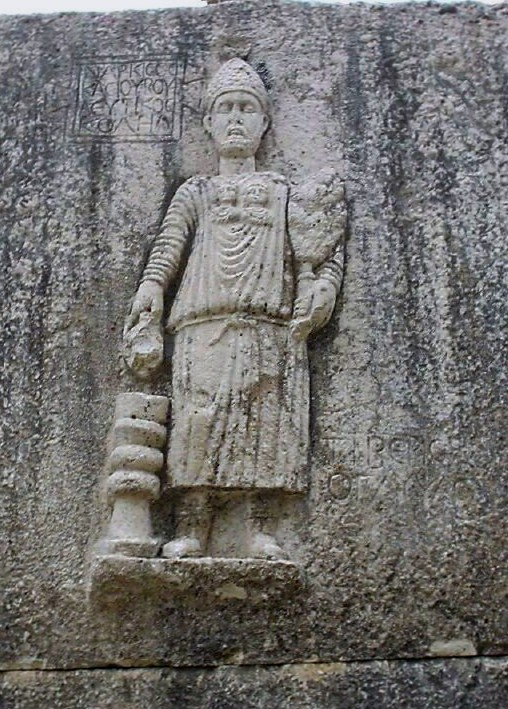
تمثال في المعبد الروماني في نيحا، لبنان
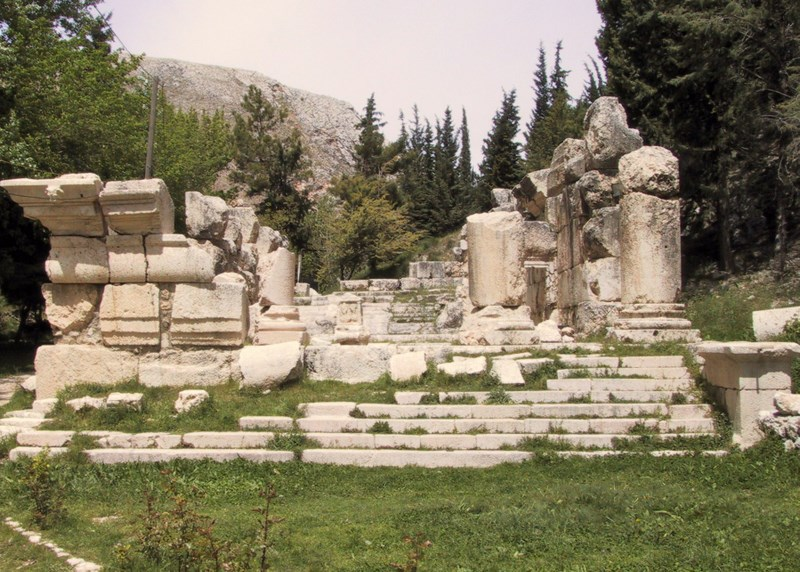
أطلال معبد صغير في نيحا، لبنان

## معرض صور بعلبك

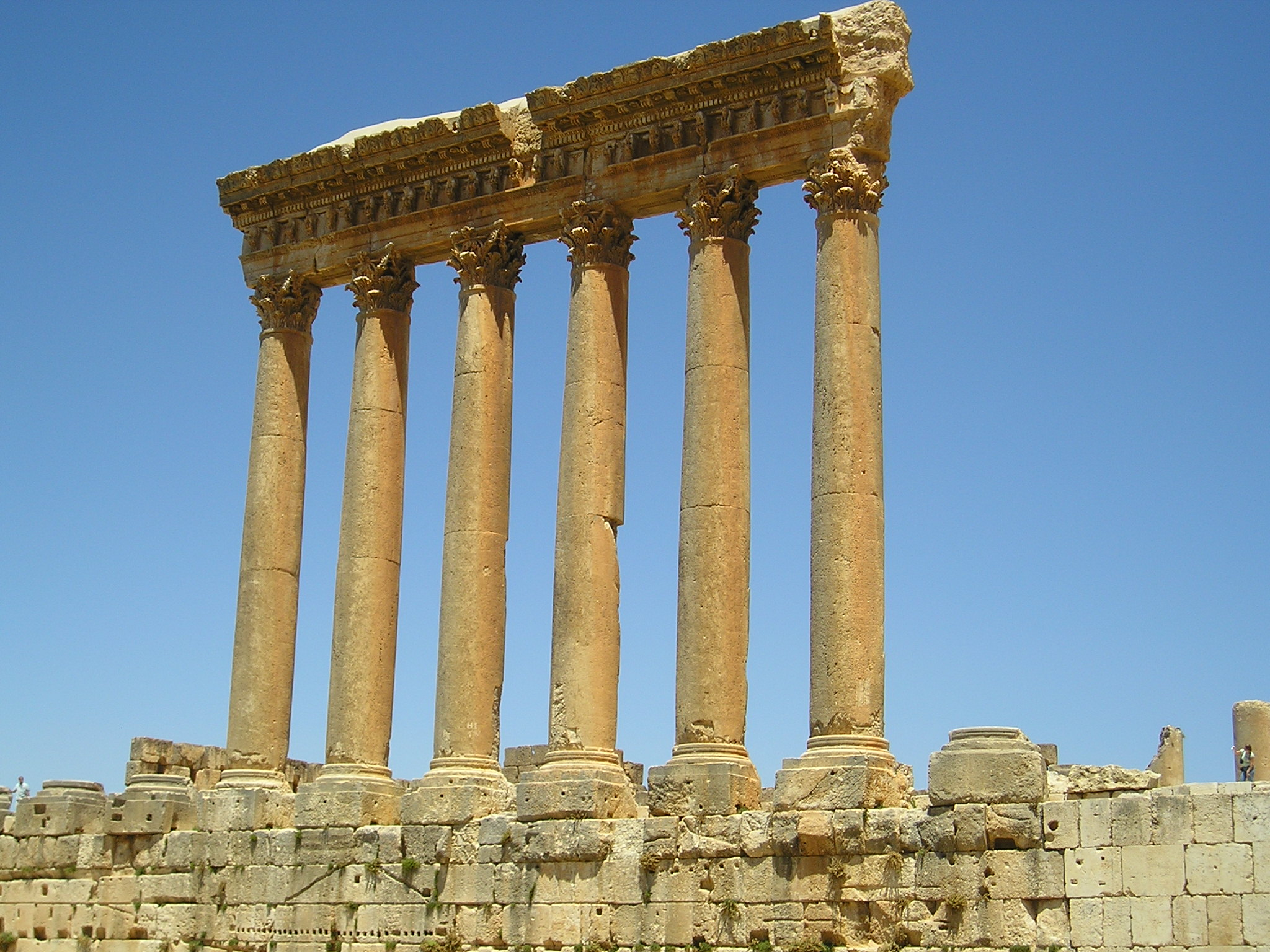
معبد جوبيتر
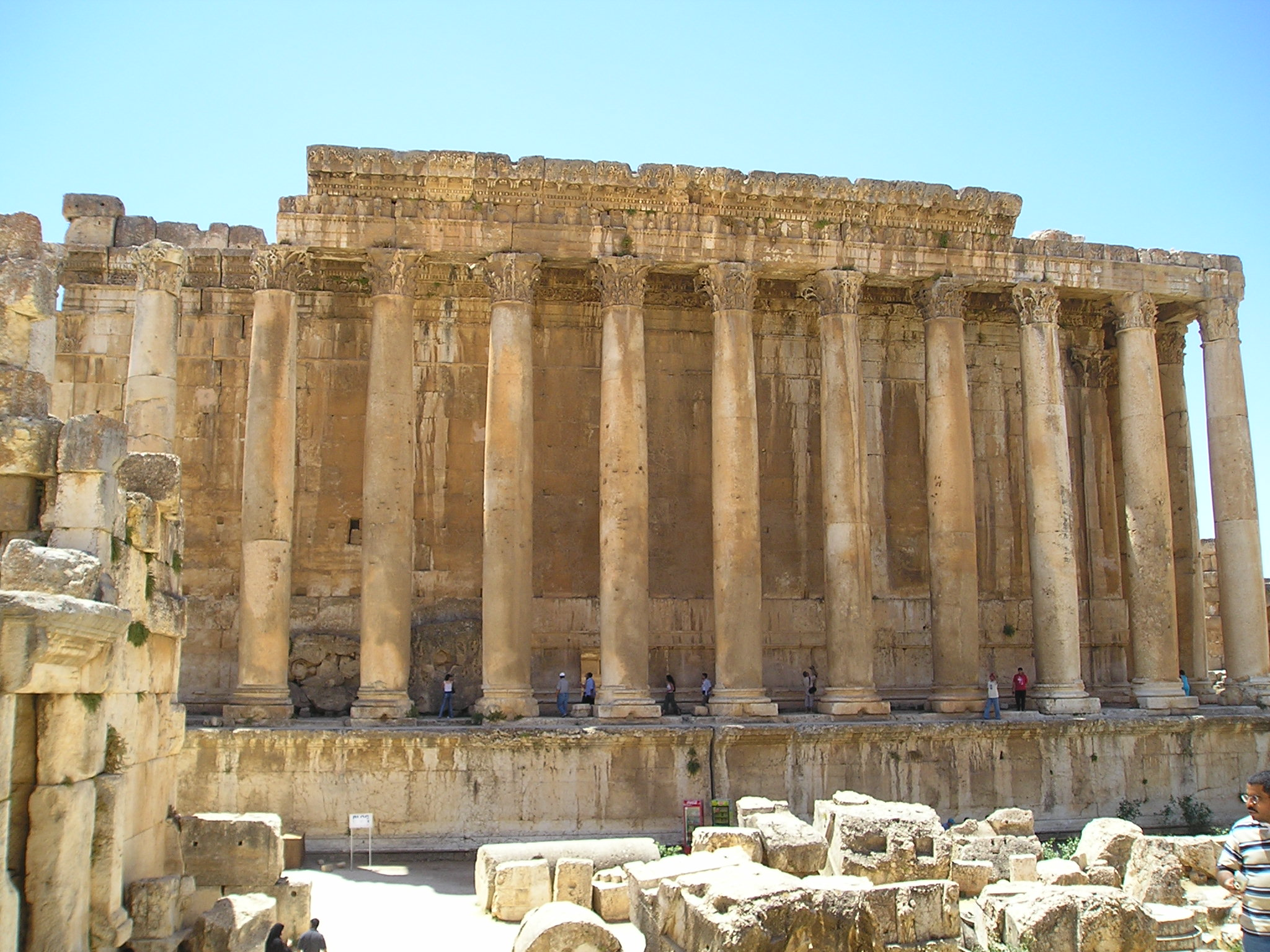
معبد باخوس
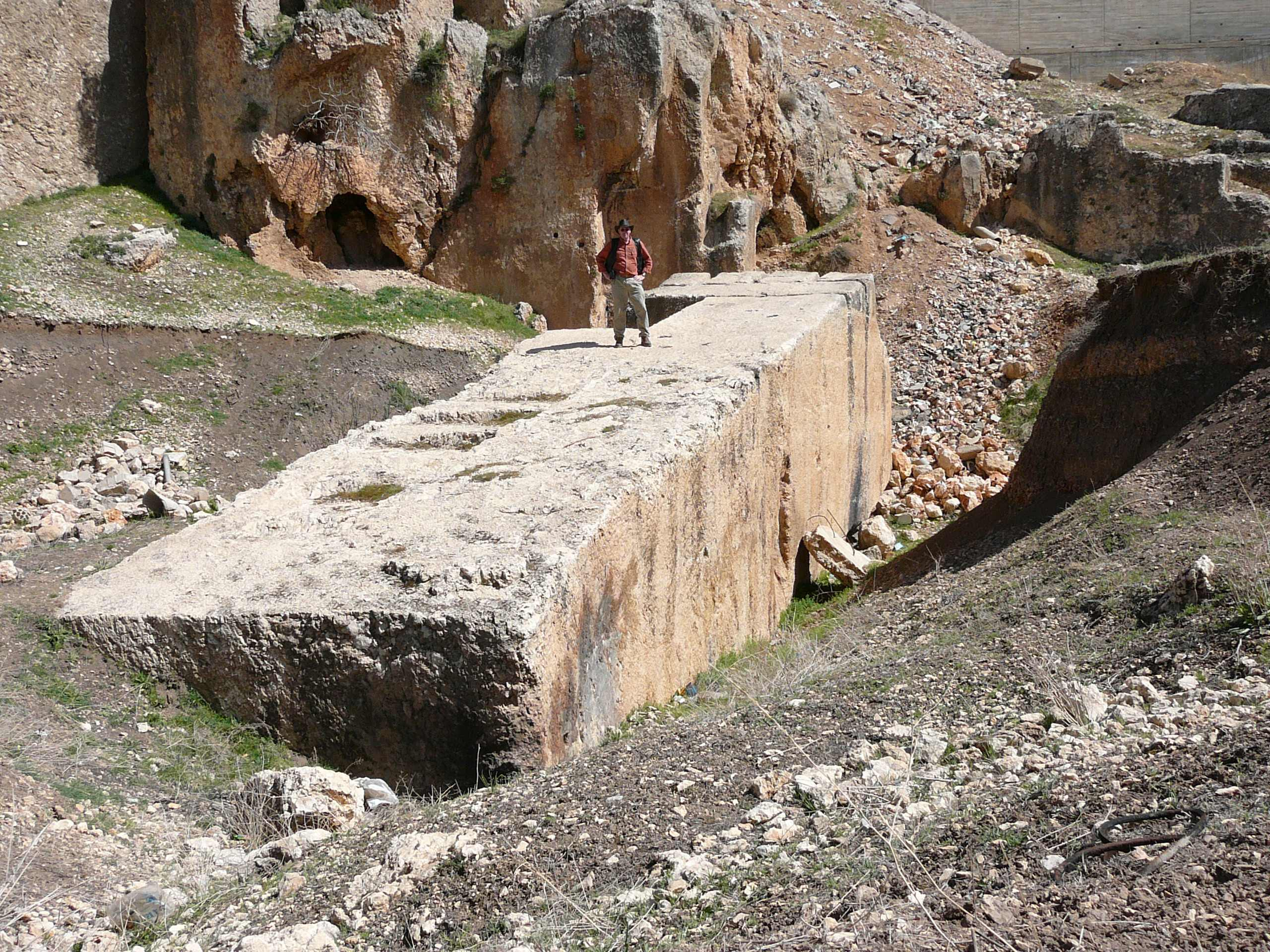
صخرة المرأة الحامل في بعلبك
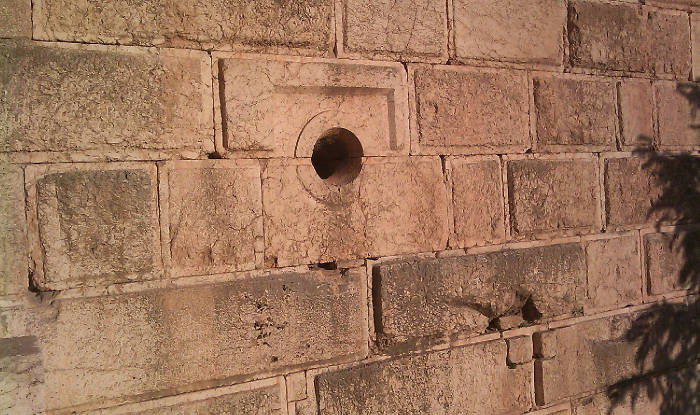
تقع هذه الفتحة الغير معروف وظيفتها خارج معبد بعلبك وتؤدي إلى داخل ما أصبح الآن متحفاً
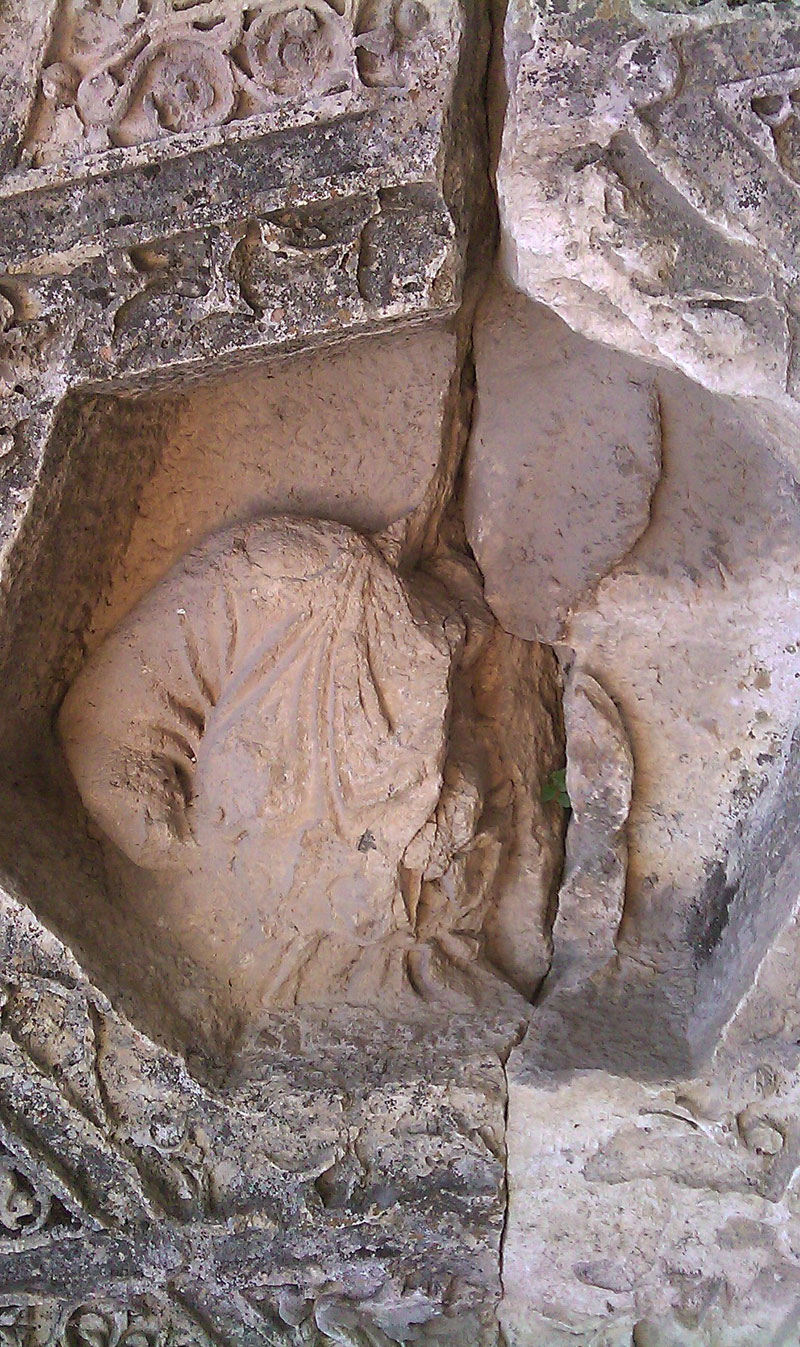
تمثال لآله غير معروف في بعلبك
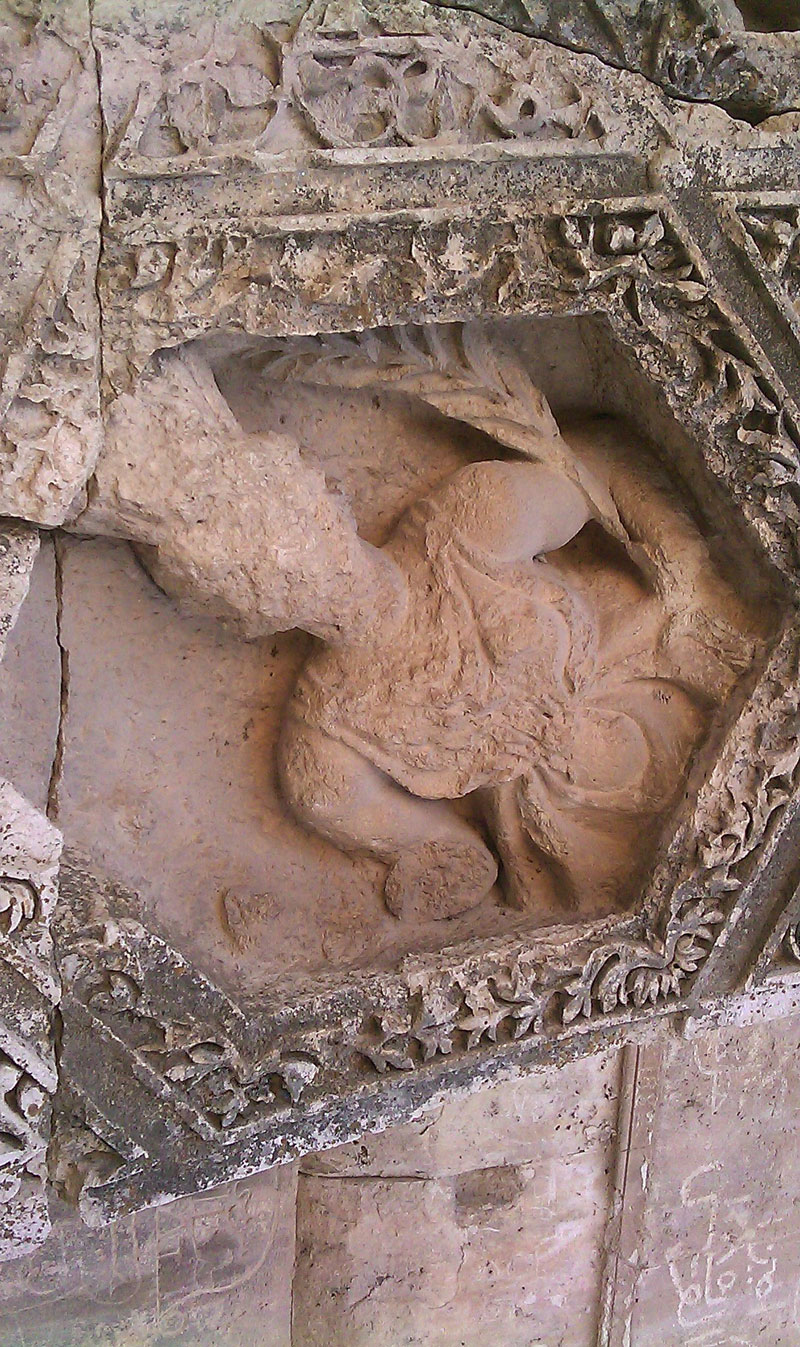
تمثال للآلهة سيرس في سقيفة المعبد في بعلبك
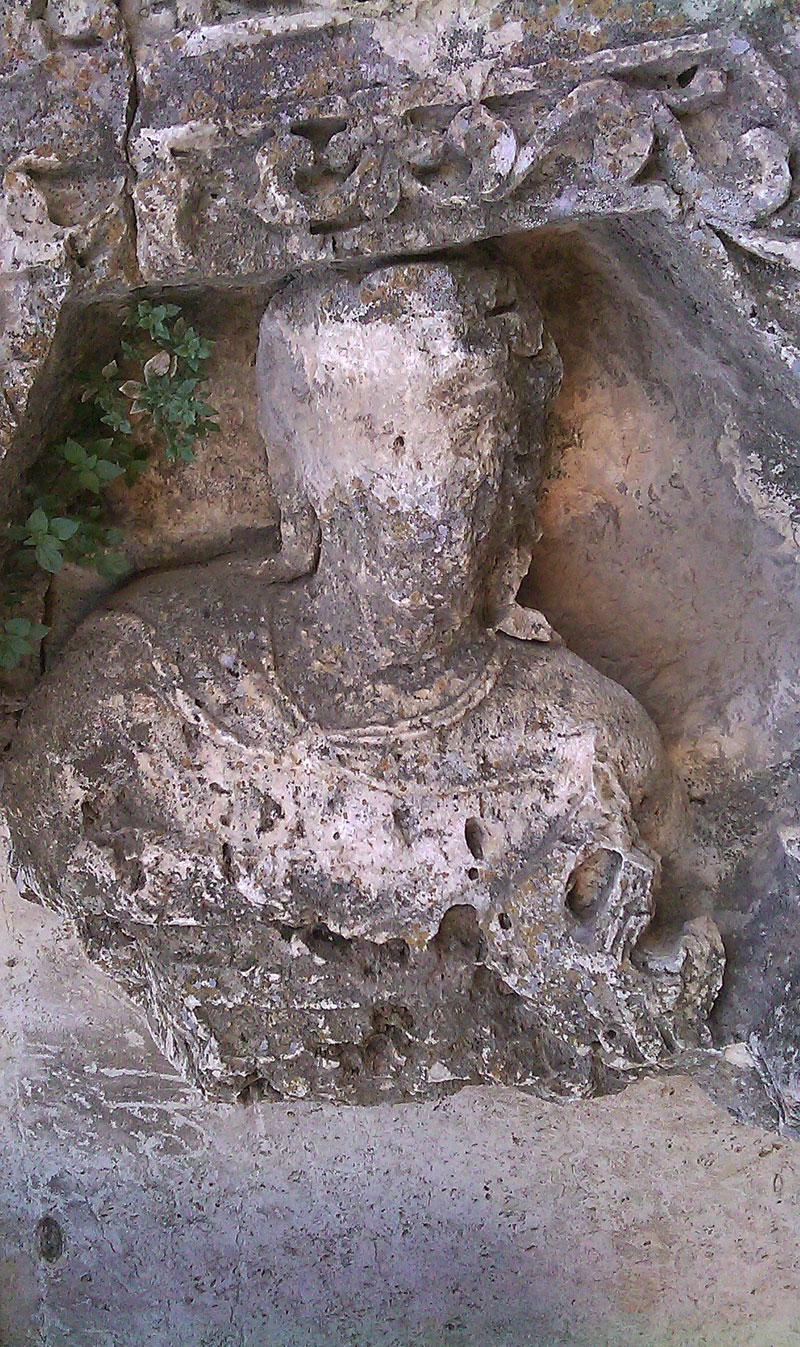
تمثال لماركوس أنطونيوس في بعلبك
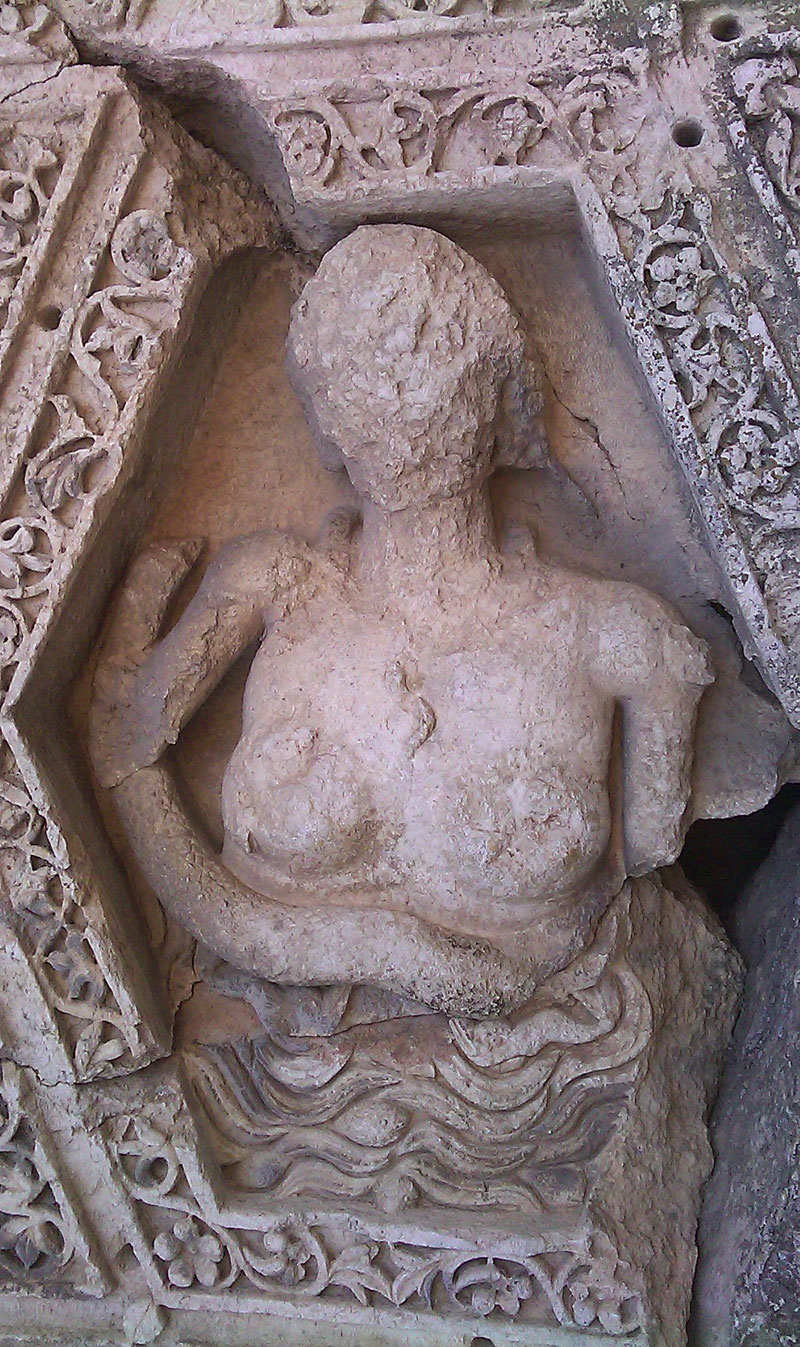
تمثال لكليوبترا في بعلبك